# Kaspar (Pfalz-Zweibrücken)
Kaspar von Pfalz-Zweibrücken (* 11. Juli 1458; † im Sommer 1527 in Nohfelden) war Pfalzgraf und Herzog von Pfalz-Zweibrücken von 1489 bis 1490/1514.

## Leben
Kaspar war ein Sohn von Herzog Ludwig I., dem Schwarzen, und Johanna von Croy. 1478 heiratete er Amalie von Brandenburg (1461–1481). Die Ehe mit der bereits vor dem zwanzigsten Geburtstag verstorbenen Amalie blieb kinderlos. Amalie verließ ihren Mann und kehrte wieder zu ihrem Vater zurück, als sich bei Kaspar Zeichen der „Raserei“ einstellten. Nach dem Tode seiner Frau kurz darauf sollten Kaspar die zuvor anlässlich der Hochzeit übertragene Gebiete wieder entzogen werden. In seiner Verärgerung über diese Entmündigung durch seinen Vater vermachte Kaspar alle ihm aufgrund seines Erstgeburtsrechts zustehenden Güter dem Kurfürsten Philipp I. dem Aufrichtigen aus der Heidelberger Kurlinie und zog zu ihm nach Heidelberg. Abmachungen über eine gemeinsame Regierung mit seinem jüngeren Bruder wurden dadurch hinfällig. Kaspar glaubte, dass Ludwig den zweiten Sohn Alexander begünstigte. 
Um die Teilung seines Herrschaftsgebiets zwischen seinen erbberechtigten Söhnen Kaspar und Alexander dem Hinkenden in die Herzogtümer Pfalz-Zweibrücken, das Kaspar erhalten hätte, und Pfalz-Veldenz, das Alexander zugefallen wäre, zu verhindern, verfügte Ludwig der Schwarze, dass die beiden die Verwaltung des gesamten Herzogtums gemeinsam wahrnehmen sollten. Bereits ein Jahr nach Ludwigs Tod ließ Alexander jedoch seinen älteren Bruder verhaften und als angeblich irrsinnig brachte man ihn 1490 auf die Burg Kirkel. Danach wurde er auf Burg Nohfelden eingekerkert und für geisteskrank erklärt. Fortan regierte Alexander bis zu seinem Tode 1514 alleine, wenngleich erst in diesem Jahr Kaspar auch formell die Herzogswürde aberkannt wurde. Bis zu seinem eigenen Tode im Sommer 1527 konnte Kaspar den Kerker nicht mehr verlassen. Kaspar ist in der Dorfkirche von Wolfersweiler beigesetzt.
Ob Kaspar tatsächlich aufgrund geistiger oder sittlicher Mängel zur Wahrnehmung seiner Aufgaben nicht in der Lage war oder der jüngere Bruder ihn lediglich zwecks Durchsetzung eigener Machtansprüche aus dem Weg räumte, kann nicht schlüssig nachvollzogen werden. Auch Ludwigs Entscheidung, den Brüdern die Führung der Regierungsgeschäfte gemeinsam anzuvertrauen, kann auf verschiedene Weise interpretiert werden.